# Ольгине (Безенчуцький район)
Ольгине (рос. Ольгино) — село в Безенчуцькому районі Самарської області Російської Федерації.
Населення становить 1470 осіб. Входить до складу муніципального утворення сільське поселення Ольгине.

## Історія
Населений пункт розташований у межах українського етнічного та культурного краю Жовтий Клин.
Від 2005 року входило до складу муніципального утворення сільське поселення Ольгине.

## Населення
| 2010 | 2012  | 2013  | 2014  | 2015  | 2016  |
| ---- | ----- | ----- | ----- | ----- | ----- |
| 1498 | ↘1467 | ↘1414 | ↘1397 | ↗1480 | ↘1470 |